# 1993年マラウイ国民投票
1993年マラウイ国民投票（1993ねんマラウイこくみんとうひょう、英語: 1993 Malawian democracy referendum）は、1993年6月14日にマラウイで行われた国民投票である。

## 概要
マラウイでは1960年代半ばからヘイスティングズ・カムズ・バンダ率いるマラウイ会議党による一党独裁の政治運営が行われており、他の党を結成することは法律で禁止されていた。バンダ大統領は1971年には"終身大統領"となり、対立した政治家や市民運動家の投獄や暗殺を行っていたことが明らかとなっている。
しかし、南アフリカ共和国大統領であったフレデリック・ウィレム・デクラークが1991年にアパルトヘイトを法的に廃止したことを受けて、独裁政治に対する国内外からの批判が高まってきたため、1993年に一党制の維持か多党制の導入かをめぐって国民投票で是非を問うことが決定された。投票は1993年の6月14日に無事行われ、有権者のおよそ3分の2が多党制導入に賛成したため、マラウイでは翌年の1994年から多党制が導入されることが決定された。

## 投票結果
| 回答 | 投票数    | 得票率 (%) |
| ---- | --------- | ---------- |
| 賛成 | 1,993,996 | 64.69%     |
| 反対 | 1,088,473 | 35.31%     |
| 計   |           | 100%       |

## その後の展開
この国民投票を受けて、翌1994年の総選挙でマラウイ会議党は統一民主戦線、民主同盟と選挙を争うこととなった。
その結果、マラウイ会議党は統一民主戦線に大敗し野党に下るとともに、大統領にも統一民主戦線のバキリ・ムルジが当選し、長年にわたるバンダの独裁は終焉を迎えた。